# 日向八戶站
日向八戶站（日语：／ Hyūga-Yato eki */?）是位於宮崎縣西臼杵郡日之影町大字七折，高千穗鐵道的高千穗線車站（廢站）。

## 歷史
- 1939年（昭和14年）10月11日 - 此站啟用[1]。
- 1987年（昭和62年）4月1日 - 伴隨國鐵分割民營化，車站由九州旅客鐵道（JR九州）營運[2][3][4][1]。
- 1989年（平成元年）4月28日 - 高千穗線由高千穗鐵道接管，成為高千穗鐵道高千穗線車站[5][1]。
- 2005年（平成17年）9月6日 - 受到颱風彩蝶吹襲九州，使高千穗鐵道全線暫停服務。
- 2008年（平成20年）12月28日 - 槙峰站至高千穗站之間（全線）廢止，此站廢站[1]。

## 車站構造
車站是一座地面車站，設有1面1線的單式月台。車站大樓同時是地區公民館。

## 使用狀況
在2003年度，1日平均乘車人次為66人。

## 車站周邊
- 八戶郵局（日语：八戸郵便局 (宮崎県)）
- 日之影町立八戶小學
- 日之影町立八戶中學
- 國道218號（日语：国道218号）
- 八戶觀音瀑布[5]

## 相鄰車站
高千穗鐵道
高千穗線
槙峰－日向八戶－吾味

## 注腳
1. 1 2 3 4  《日本鐵道旅行地圖帳》 12號 九州沖繩 p.61
2. ↑  九州鉄道百年祭実行委員会・百年史編纂部会 (编).  初版. 九州旅客鉄道. 1988: 181 （日语）.
3. ↑  『交通年鑑 昭和63年版』 交通協力會，1988年3月。
4. ↑  今村都南雄 『民営化の效果と現実NTTとJR』 中央法規出版，1997年8月。ISBN 978-4805840863
5. 1 2 3  鈴木文彥. . 鐵道雜誌 (鐵道雜誌社). 1997-03, 31 (3): 76–83.
6. ↑  宮崎縣統計年鑑